# Jekaterina Jurjewna Ischowa
Jekaterina Jurjewna Ischowa (russisch Екатерина Юрьевна Ишова, engl. Transkription Yekaterina Ishova, geb. Горбунова – Gorbunowa – Gorbunova; * 17. Januar 1989) ist eine russische Mittel- und Langstreckenläuferin.
Im Oktober 2013 wurde sie wegen Unregelmäßigkeiten in ihrem Biologischen Pass für zwei Jahre gesperrt. Alle ihre Ergebnisse ab dem 12. Juli 2011 wurden annulliert, darunter ein zweiter Platz über 5000 m bei den Leichtathletik-U23-Europameisterschaften 2011 in Ostrava, ein dritter Platz über 1500 m bei der Universiade 2011 in Shenzhen und ein vierter Platz über 1500 m bei den Leichtathletik-Europameisterschaften 2012 in Helsinki.

## Persönliche Bestzeiten
- 1500 m: 4:07,04 min, 9. Juli 2011, Moskau
  - Halle: 4:15,42 min, 1. Februar 2010, Moskau
- 3000 m (Halle): 9:14,45 min, 14. Februar 2010, Moskau
- 5000 m: 15:19,94 min, 24. Juni 2011, Jerino